# Montjean-sur-Loire
Montjean-sur-Loire ([mɔ̃ˈʒɑ̃ syʁ lwaʁ] ) ist eine Ortschaft und ehemalige französische Gemeinde mit 3384 Einwohnern (Stand: 1. Januar 2022) im Département Maine-et-Loire in der Region Pays de la Loire. Sie gehörte zum Arrondissement Cholet. Die Einwohner werden Montjeannais und Montjeannaises genannt.
Der Erlass des Präfekten vom 5. Oktober 2015 legte mit Wirkung zum 15. Dezember 2015 die Eingliederung von Montjean-sur-Loire als Commune déléguée zusammen mit den früheren Gemeinden La Pommeraye, Beausse, Botz-en-Mauges, Bourgneuf-en-Mauges, La Chapelle-Saint-Florent, Le Marillais, Le Mesnil-en-Vallée, Saint-Florent-le-Vieil, Saint-Laurent-de-la-Plaine sowie Saint-Laurent-du-Mottay zur Commune nouvelle Mauges-sur-Loire fest.

## Geografie

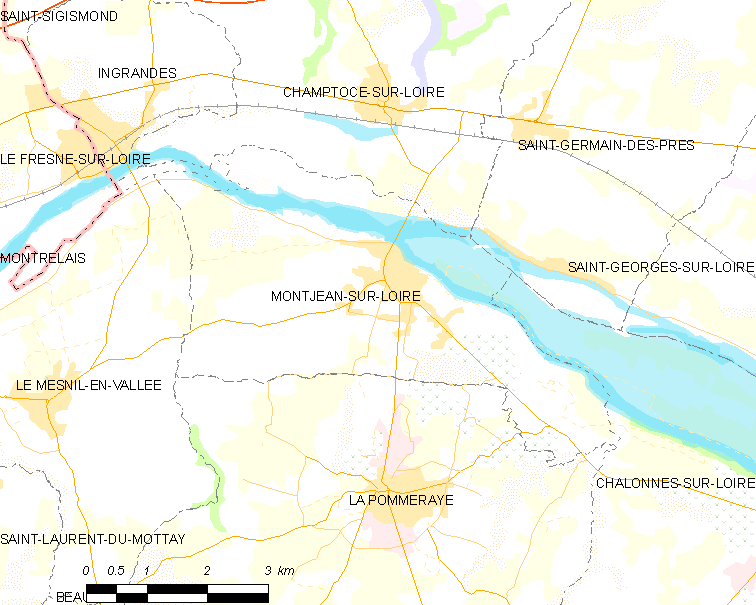
Karte von Montjean-sur-Loire

Montjean-sur-Loire liegt etwa 25 Kilometer westsüdwestlich von Angers, etwa 37 Kilometer nördlich von Cholet und etwa 56 Kilometer ostnordöstlich von Nantes in der Région naturelle der Mauges, Teil der historischen Provinz des Anjou.
Das Ortsgebiet liegt am linken Ufer der Loire. Es wird außerdem entwässert vom parallel zur Loire verlaufenden Flüsschen T(h)au, vom Ruisseau des Moulins, vom zeitweise trockenfallenden Ruisseau de la Barre, vom Ruisseau de la Houssaie sowie von kleineren Fließgewässern. Das Bodenrelief ist relativ flach, von einer Höhe im Norden von 7 m an der Loire nach Süden hin ansteigend mit einer maximalen Erhebung von 78 m Höhe. Das Ortszentrum liegt dabei auf etwa 42 m Höhe.
Umgeben wird Montjean-sur-Loire von drei Nachbargemeinden und zwei Communes déléguées von Mauges-sur-Loire:
|                                        | Champtocé-sur-Loire                         | Saint-Germain-des-Prés |
| Le Mesnil-en-Vallée (Mauges-sur-Loire) | Kompassrose, die auf Nachbargemeinden zeigt | Chalonnes-sur-Loire    |
|                                        | La Pommeraye (Mauges-sur-Loire)             |                        |

## Geschichte
Frühere Formen des Ortsnamens waren: Castrum quod vocatur Mundus Johannis (1062), Ecclesia de Monte Jehan (1555), Montjan (Carte de Cassini, 18. Jahrhundert), Montjau (1793), Montjean (1801). Der Namenszusatz sur Loire wurde nach einem Erlass am 23. August 1956 hinzugefügt.
Die Seigneurs des Gebiets von Montjean riefen Mönche des Klosters Marmoutier, die sich westlich der Burg niederließen und 1032 ein Priorat gründeten, das die Keimzelle des Dorfes „Bourg aux Moines“ bildete. Ein Konvent der Franziskaner, im Ortsteil Châteaupanne gegründet, wurde 1493 nach Montjean verlegt. Während der Französischen Revolution wurde der Ordenssitz aufgelöst. Die Rechte über den Hafen von Montjean an der Loire besaß die Abtei Saint-Serge in Angers.

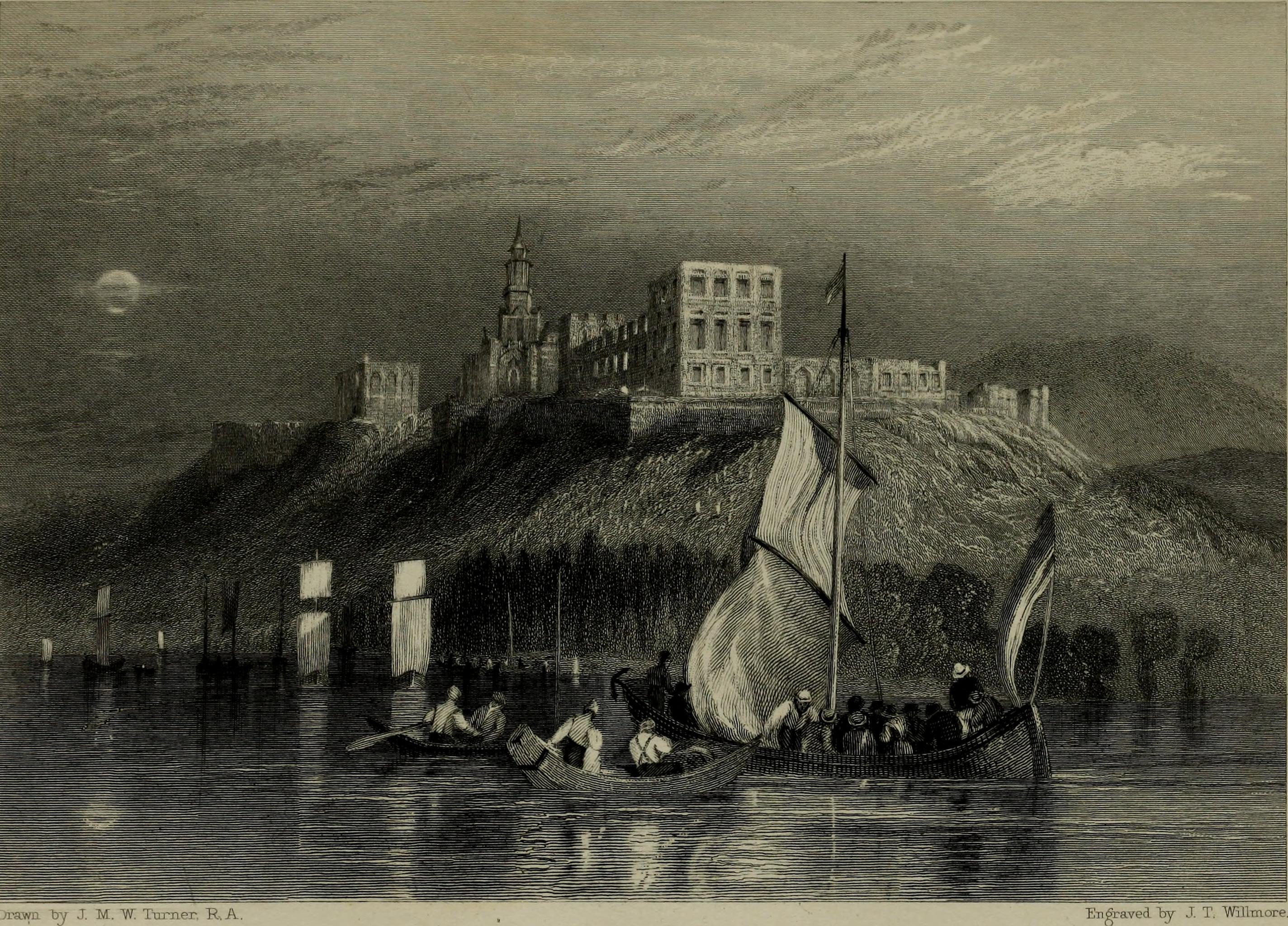
Gravur von William Turner aus dem Jahr 1830, das die Schlossruine von Montjean darstellt

Die Burg wurde ab 1062 in den Schriften erwähnt, die ab dem 13. Jahrhundert von einer Ringmauer verstärkt war. 1485 besaß Louis de Montjean mehrere Lehen, Montjean selbst trug den Titel eines Baronats. Sein Sohn René wurde in der Schlacht bei Pavia (1525) verletzt. Er verstarb 1539 als Letzter mit dem Namen. Seine Erbin Anne verheiratete ihre Tochter Judith 1569 mit Charles de Cossé, womit das Lehen an Cossé-Brissac fiel. Die Erben von François de Neuville verkauften es 1736 an Henri-François de Mailly de Viéville. Das Schloss wurde im 17. Jahrhundert neu gebaut und verschwand im Jahre 1794.

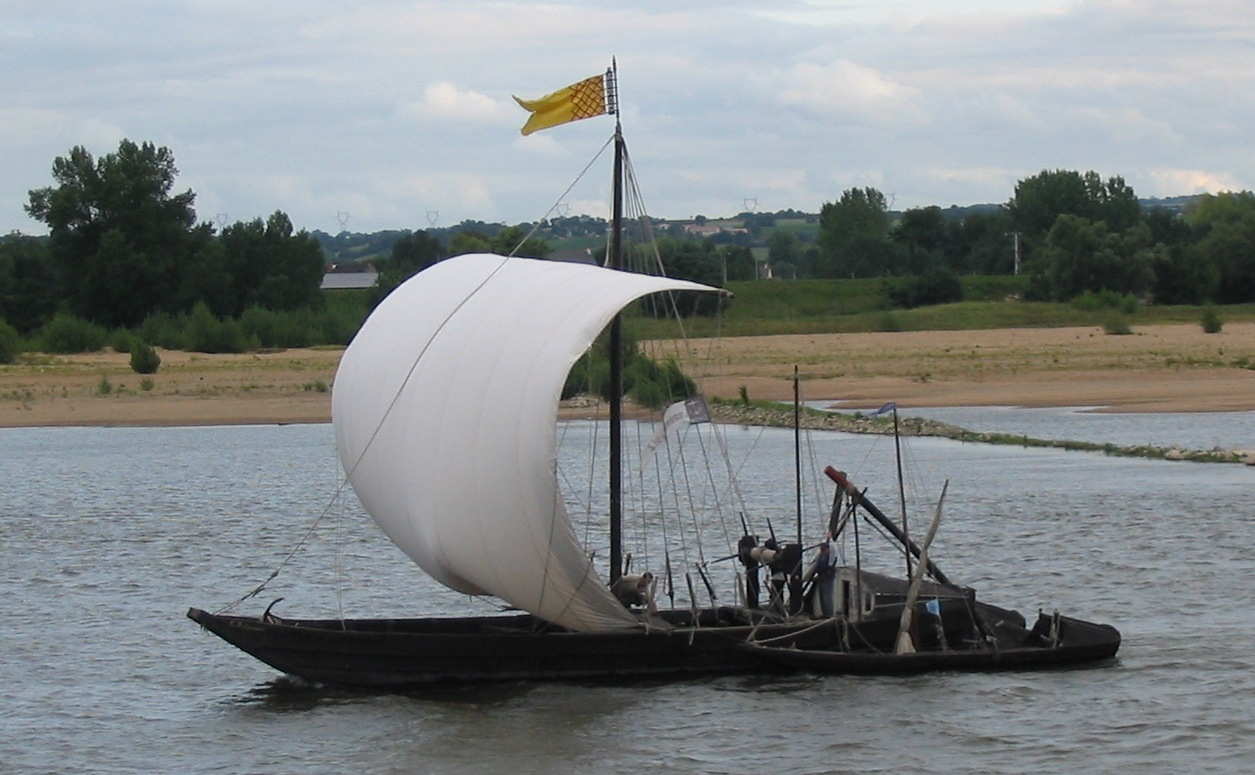
Traditionelle Gabarre

Außer einer aktiven Binnenschifffahrt gab es einen Abbau von Kohle, wobei die Förderung des Rohstoffes sich zunächst auf oberflächlichen Schichten beschränkte. Ab 1411 gab es einen Kalkofen am Lieu-dit Le Croissement südlich des Dorfs. Im 17. Jahrhundert existierten Gerbereien, eine Ölmühle und Wassermühlen. Die Förderung in den Minen wurde auf Anweisung des Conseil d’État vom 8. Januar 1754 und des Intendanten von Tours vom 26. Februar modernisiert. Die Konzession erhielt der Seigneur de Mailly, der sie in Teilen an eine belgische Gesellschaft von Minenarbeitern weitergab. Eine weitere Konzession erging an Frau Gohin auf einem Nachbargrundstück, was zu Problemen zwischen den Nachbarn führte. Nachdem zu Beginn des 19. Jahrhunderts die Ordnung wiederhergestellt wurde, wollte Herr de Mailly die Förderung der Kohle wiederaufnehmen. Die Behörden hielten ihm jedoch das Fehlen einer Genehmigung vor, da diese während des Ancien Régimes erteilt worden war. Eine Konzession wurde dann per Erlass am 23. Juni 1806 gewährt. 1854 und 1858 wurden zwei neue Zechen eröffnet. Die mittelmäßige Qualität der Kohle und die Ungleichmäßigkeit der Flöze führten zu stets neu auftretenden Misserfolgen der verschiedenen Minengesellschaften. Angesichts der Knappheit in den beiden Weltkriegen wurde eine gewisse Aktivität getrieben, die jeweils anschließend wieder zurückging.
Im 18. Jahrhundert gehörte die Pfarrgemeinde zum Bistum Angers, zum Archidiakonat Outre-Loire, zum Dekanat der Mauges, zur Élection, zur Subdelegation und Bailliage von Angers sowie zum Einzugsgebiet der Gabelle von Ingrandes.
Zu Beginn des Aufstands der Vendée, dem Kampf der royalistisch-katholisch gesinnten Landbevölkerung gegen Repräsentanten und Truppen der Ersten Französischen Republik wurden am 12. März 1793 wurden 300.000 Mann in Montjean ausgehoben. Das Schloss und das Ortszentrum wurden von Republikanern 1794 verwüstet. Die Gemeindeverwaltung floh auf die vorgelagerte Loire-Insel, wo sich noch 1801 etwa eintausend Geflüchtete befanden.
Im Rahmen des Restaurationsversuchs der Herzogin von Berry griffen Camille Leleu und Auguste de la Béraudière am 5. Juni 1832 das Schloss vergeblich an, das von der Garde nationale besetzt war.

## Bevölkerungsentwicklung
| Montjean-sur-Loire: Einwohnerzahlen von 1793 bis 2020                                                                      | Montjean-sur-Loire: Einwohnerzahlen von 1793 bis 2020 | Montjean-sur-Loire: Einwohnerzahlen von 1793 bis 2020 | Montjean-sur-Loire: Einwohnerzahlen von 1793 bis 2020 | Montjean-sur-Loire: Einwohnerzahlen von 1793 bis 2020 |
| --- | ----------------------------------------------------- | ----------------------------------------------------- | ----------------------------------------------------- | ----------------------------------------------------- |
| Jahr |                                                       |                                                       |                                                       | Einwohner                                             |
| 1793 | 1793                                                  |                                                       | 2.500                                                 | 2.500                                                 |
| 1800 | 1800                                                  |                                                       | 1.755                                                 | 1.755                                                 |
| 1806 | 1806                                                  |                                                       | 1.850                                                 | 1.850                                                 |
| 1821 | 1821                                                  |                                                       | 2.124                                                 | 2.124                                                 |
| 1831 | 1831                                                  |                                                       | 2.404                                                 | 2.404                                                 |
| 1836 | 1836                                                  |                                                       | 2.770                                                 | 2.770                                                 |
| 1841 | 1841                                                  |                                                       | 2.910                                                 | 2.910                                                 |
| 1846 | 1846                                                  |                                                       | 3.046                                                 | 3.046                                                 |
| 1851 | 1851                                                  |                                                       | 3.126                                                 | 3.126                                                 |
| 1856 | 1856                                                  |                                                       | 3.185                                                 | 3.185                                                 |
| 1861 | 1861                                                  |                                                       | 3.274                                                 | 3.274                                                 |
| 1866 | 1866                                                  |                                                       | 3.541                                                 | 3.541                                                 |
| 1872 | 1872                                                  |                                                       | 3.345                                                 | 3.345                                                 |
| 1876 | 1876                                                  |                                                       | 3.316                                                 | 3.316                                                 |
| 1881 | 1881                                                  |                                                       | 3.179                                                 | 3.179                                                 |
| 1886 | 1886                                                  |                                                       | 3.044                                                 | 3.044                                                 |
| 1891 | 1891                                                  |                                                       | 3.094                                                 | 3.094                                                 |
| 1896 | 1896                                                  |                                                       | 2.815                                                 | 2.815                                                 |
| 1901 | 1901                                                  |                                                       | 2.894                                                 | 2.894                                                 |
| 1906 | 1906                                                  |                                                       | 2.795                                                 | 2.795                                                 |
| 1911 | 1911                                                  |                                                       | 2.592                                                 | 2.592                                                 |
| 1921 | 1921                                                  |                                                       | 2.185                                                 | 2.185                                                 |
| 1926 | 1926                                                  |                                                       | 2.193                                                 | 2.193                                                 |
| 1931 | 1931                                                  |                                                       | 2.124                                                 | 2.124                                                 |
| 1936 | 1936                                                  |                                                       | 2.070                                                 | 2.070                                                 |
| 1946 | 1946                                                  |                                                       | 1.895                                                 | 1.895                                                 |
| 1954 | 1954                                                  |                                                       | 1.842                                                 | 1.842                                                 |
| 1962 | 1962                                                  |                                                       | 2.037                                                 | 2.037                                                 |
| 1968 | 1968                                                  |                                                       | 2.150                                                 | 2.150                                                 |
| 1975 | 1975                                                  |                                                       | 2.277                                                 | 2.277                                                 |
| 1982 | 1982                                                  |                                                       | 2.492                                                 | 2.492                                                 |
| 1990 | 1990                                                  |                                                       | 2.469                                                 | 2.469                                                 |
| 1999 | 1999                                                  |                                                       | 2.652                                                 | 2.652                                                 |
| 2006 | 2006                                                  |                                                       | 2.687                                                 | 2.687                                                 |
| 2013 | 2013                                                  |                                                       | 3.115                                                 | 3.115                                                 |
| 2020 | 2020                                                  |                                                       | 3.160                                                 | 3.160                                                 |
| Quelle(n): EHESS/Cassini bis 1999, INSEE ab 2006 Anmerkung(en): Ab 1962 offizielle Zahlen ohne Einwohner mit Zweitwohnsitz |                                                       |                                                       |                                                       |                                                       |

Der signifikante Bevölkerungsrückgang zwischen 1793 und 1800 ist auf die Ereignisse im Zusammenhang mit dem Aufstand der Vendée begründet.

## Sehenswürdigkeiten
- Kirche Saint-Symphorien, erbaut 1858 bis 1864 auf den Ruinen des früheren Schlosses
- Romanische Kapelle Saint-Aubin, mit einem Kirchenschiff aus dem 11. Jahrhundert, mit Resten einer Wandmalerei aus dem 13. Jahrhundert und einem Chor aus dem 15. Jahrhundert, seit 2008 als Monument historique eingeschrieben
- Kapelle Saint-Méen, erbaut 1887
- Schloss Bellevue, früherer Konvent, im Jahre 1493 errichtet
- Brücke von Montjean aus dem Jahre 1949
- Ehemalige Kohlenmine La Tranchée, 1874 errichtet, seit 2004 als Monument historique eingeschrieben
- Ehemalige Kalköfen

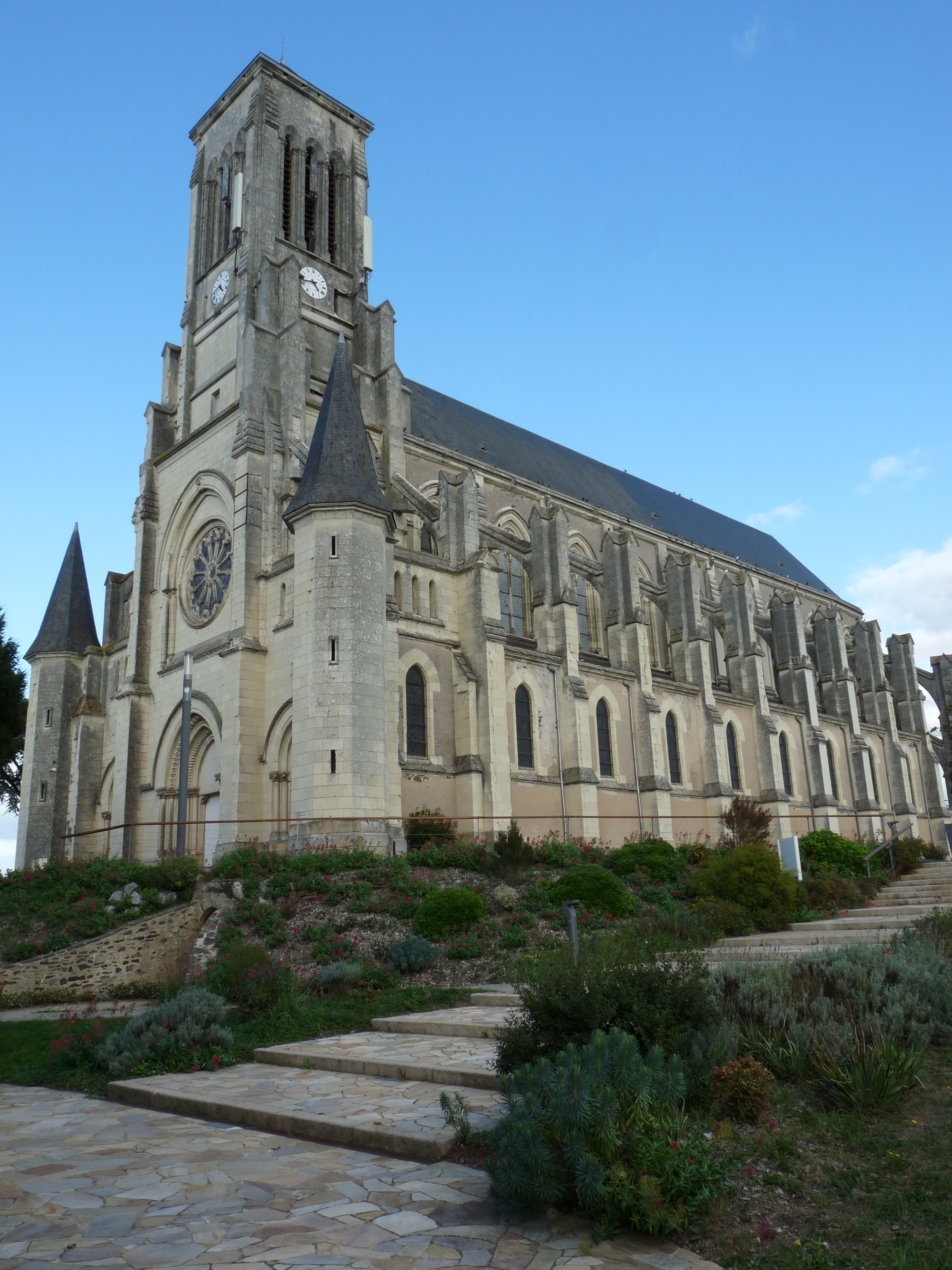
Kirche Saint-Symphorien - Außenansicht
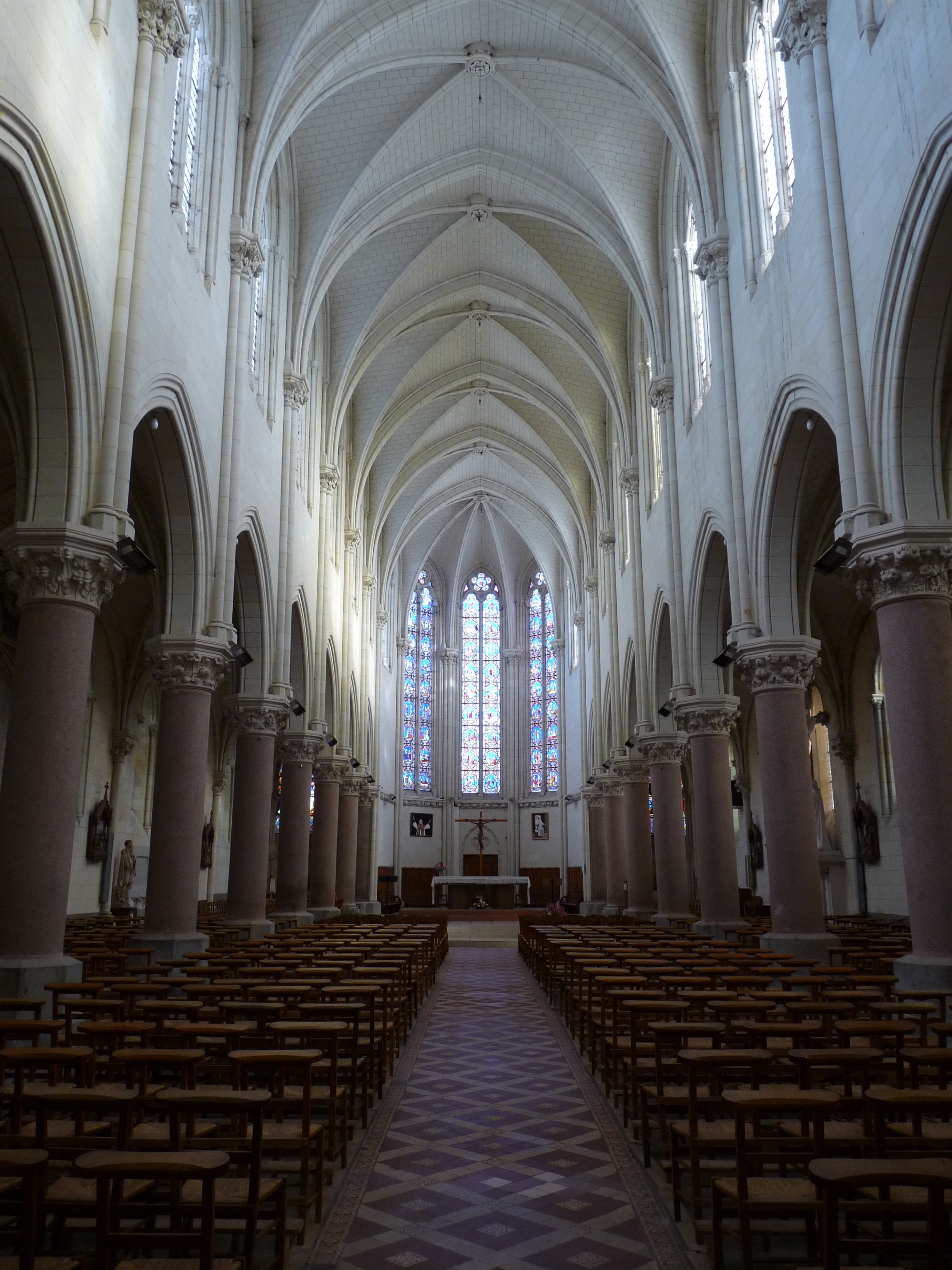
Kirche Saint-Symphorien - Innenraum
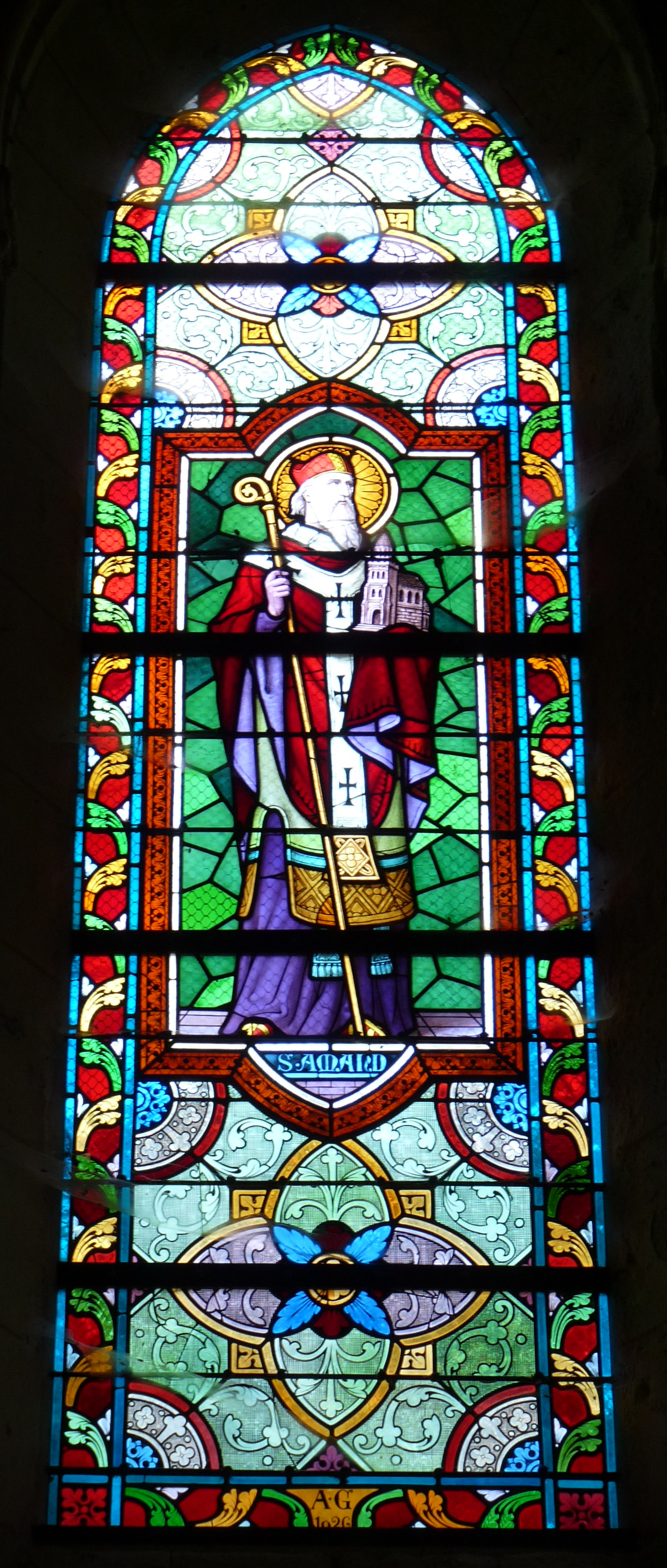
Kirche Saint-Symphorien – Bleiglasfenster
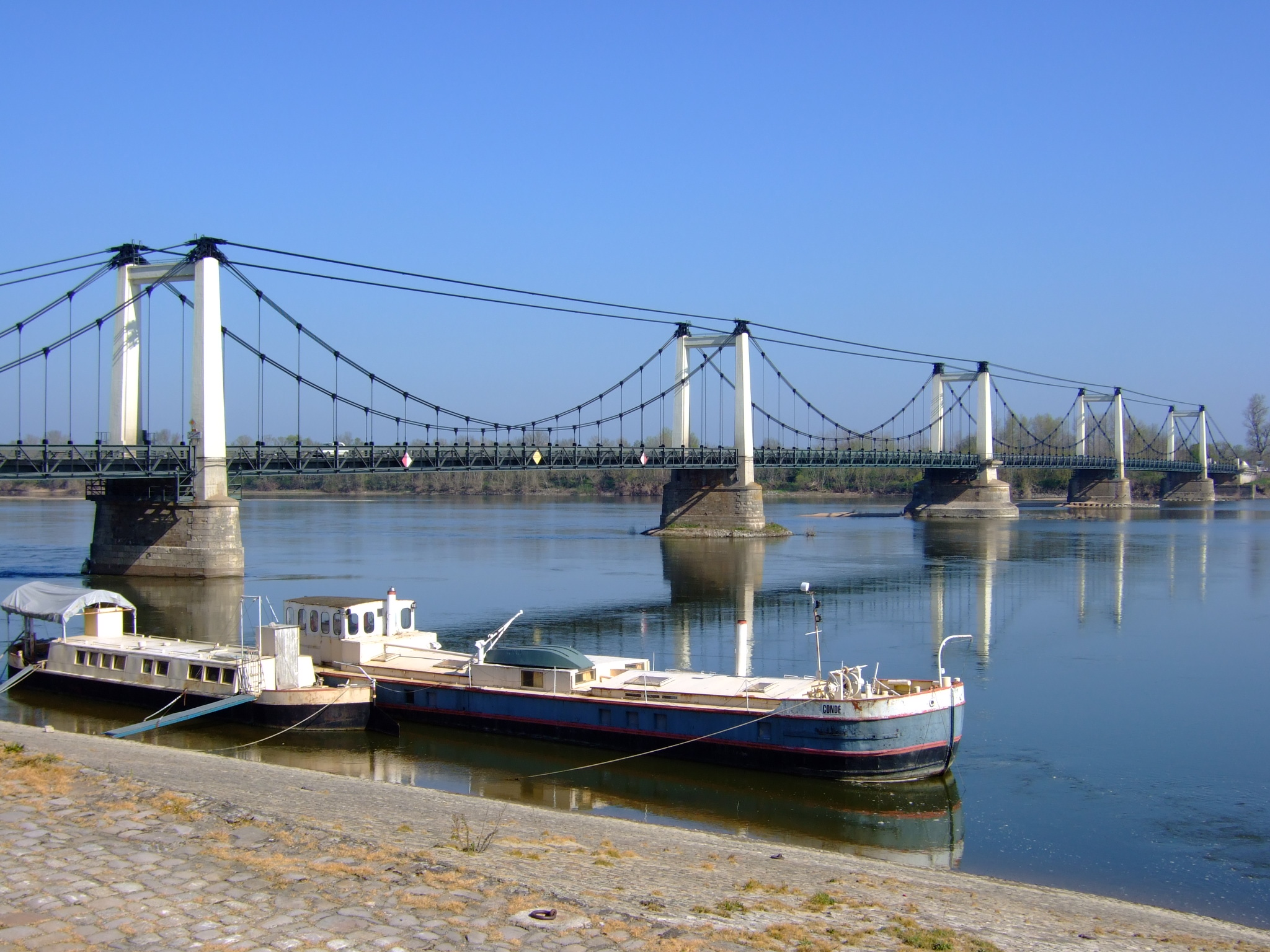
Brücke von Montjean
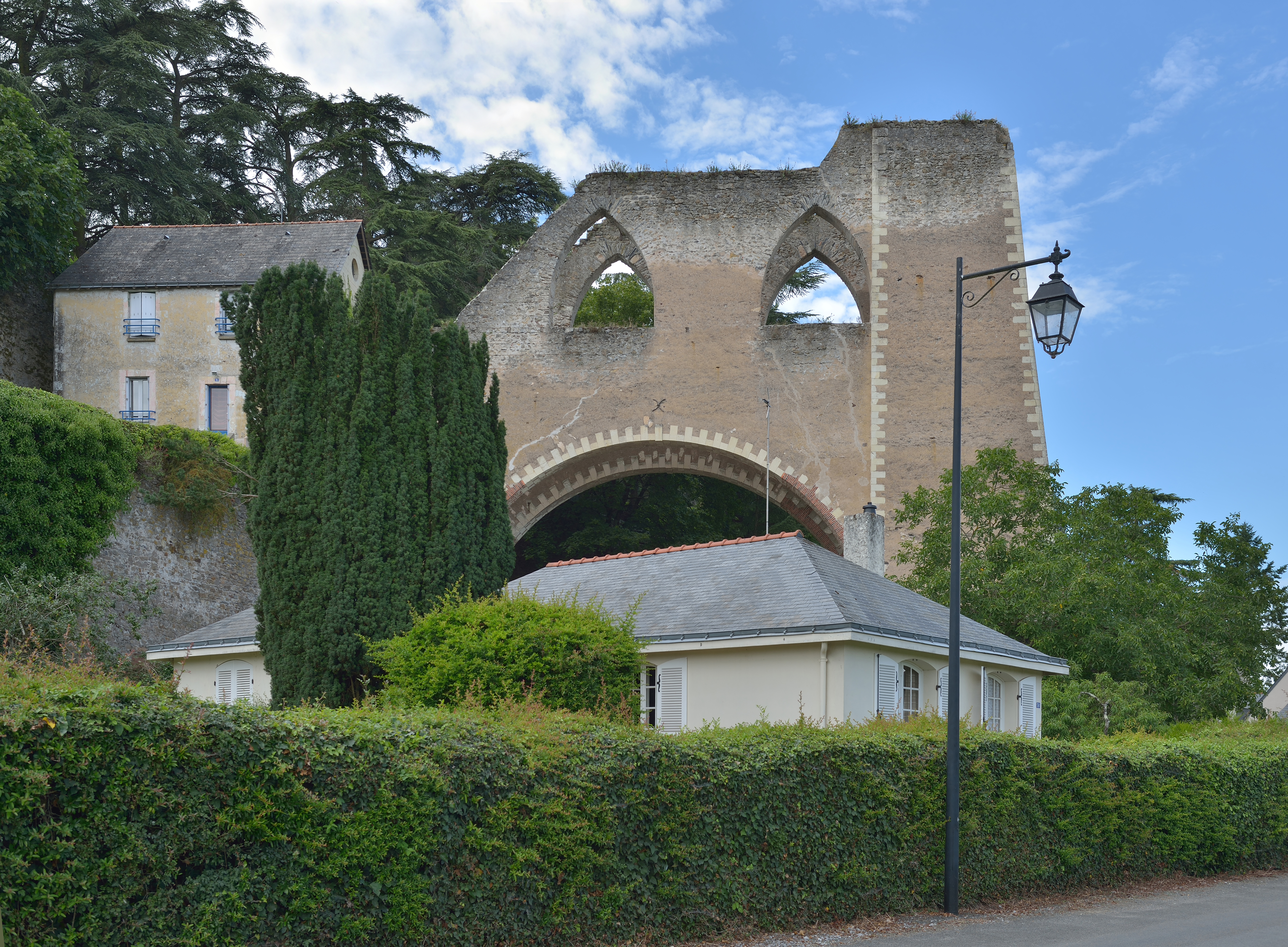
Ehemalige Kohlenmine La Tranchée
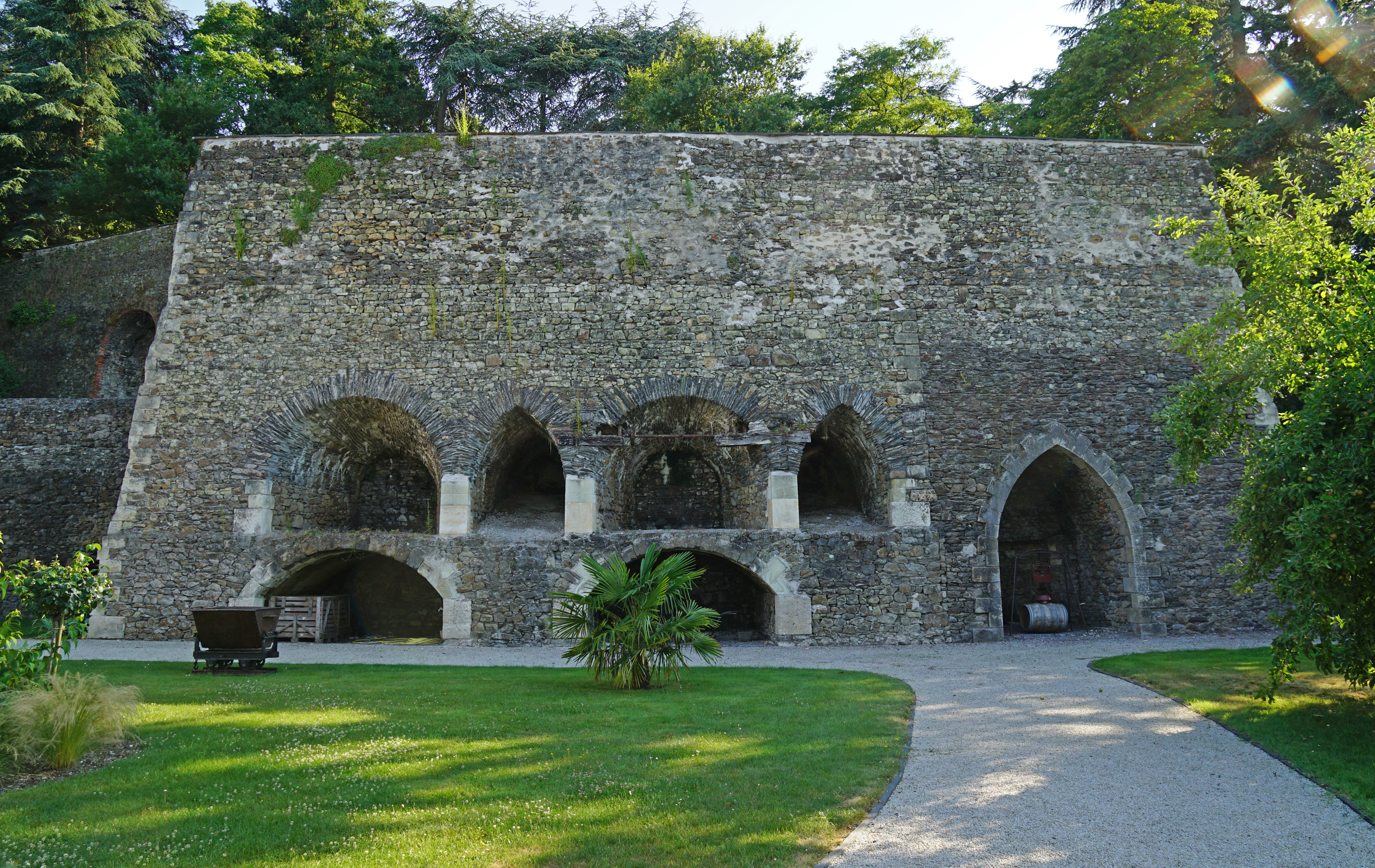
Ehemalige Kalköfen